# 華富道
華富道（英語：Wah Fu Road）是香港港島一條道路，位於南區瀑布灣，是貫穿整條華富邨的主要道路。道路由薄扶林道經一條小隧道引入，末段為聖公會呂明才中學和培英中學的校舍。全程為雙線雙向行車。

## 歷史
華富道約於1967年至1968年啟用，以配合華富邨逐步入伙，惟至1970年代中期，道路才獲正式命名。
華富道與薄扶林道交界本來是平交路口，隨著1980年代初期起進行的薄扶林道的改善工程，有關交界才改為立體交匯。

## 交匯道路

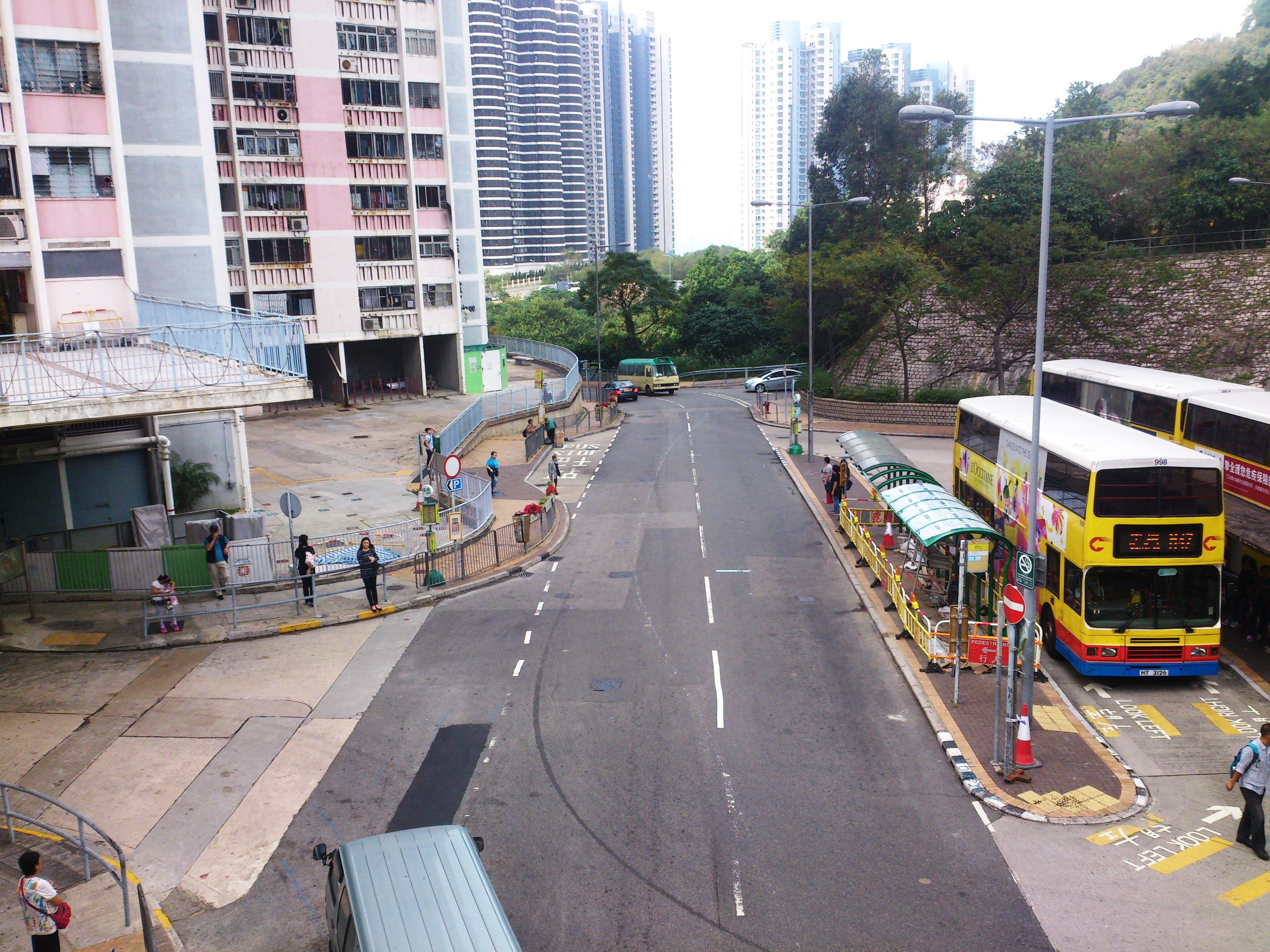
華景街近華富（北）巴士總站

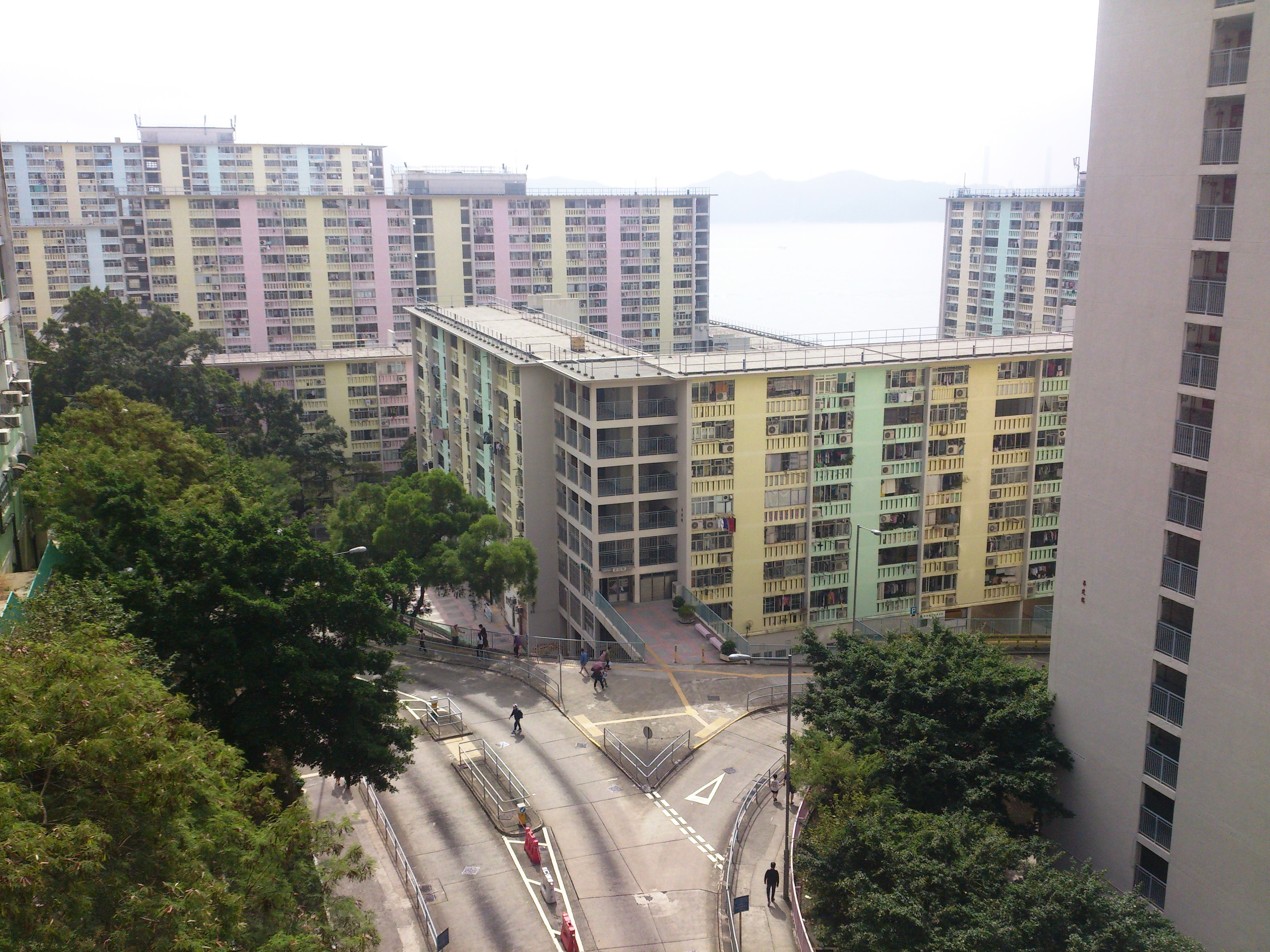
瀑布灣道出口接華富道

- 華景街
- 瀑布灣道
- 華昌街
- 華林徑
- 華樂徑
- 石排灣道

### 華景街
華景街（英語：Wah King Street）是一條環繞華富邨北部的街道，北端與華富道近培英中學連接，南面連接華林徑近華富閣。中段近華富（北）巴士總站與華康街及華翠街交滙，連接域多利道。雖然本街道之重要性不如華富道，但多條巴士及專線小巴路線均途經華景街，方便華富（二）邨，尤其是華翠樓及華景樓的居民。

### 瀑布灣道
瀑布灣道（英語：Waterfall Bay Road）位於華富邨南部，兩端均與華富道連接，雙線單程走向，入口近華富商場，出口近華建樓。此路是唯一可通往瀑布灣公園的道路，目前並無公共交通途經。

## 鄰近主要設施
- 華富中心
- 華富（二）商場
- 聖公會呂明才中學
- 培英中學
- 明愛莊月明中學
- 啟歷學校
- 華富（南）巴士總站
- 華富（中）巴士總站

## 交通
港鐵
- █  南港島綫 (西段)：華富站（預計於2027至2028年動工）